# Jep i Fidel
Jep i Fidel és un còmic creat per Josep Maria Madorell (1923-2004) per a la revista Cavall Fort. L'esportista Jep, apareix al número 1 de Cavall Fort l'any 1961 i esdevé una de les sèries claus a la revista fins a la mort del seu creador. Al número 7 (1962) fa la seva primera aparició en la historieta el seu amic Fidel. La capçalera Jep esports S.L. esdevé definitivament Jep i Fidel.

## Àlbums
- Jep i Fidel. Un parell que es porten l'oli. Barcelona: Ed. Casals, 1989. 46 pàg. Amb presentació d'Albert Jané.
- Jep i Fidel. Aparteu les criatures!. Barcelona: Ed. Casals, 1989. 46 pàg.
- Jep i Fidel. De la Seca a la Meca. Barcelona: Ed. Casals, 1990. 46 pàg.